# Tropeognathus
Tropeognathus (лат.) — род птерозавров из семейства орнитохейрид (Ornithocheiridae), живших во времена верхнемеловой эпохи 
(112,0—109,0 млн лет назад) на территории современной Бразилии. К роду относят единственный вид — Tropeognathus mesembrinus. Ихтиофаги.

## Описание
Tropeognathus (буквально: «челюсть-киль») имел причудливый вид. На конце его очень узкого клюва сверху и снизу шли высокие гребни. Возможно, их размер зависел от пола и привлекал партнёров. Одной из функцией этих «килей» могла быть гидродинамическая — они предупреждали «рысканье» клюва, когда птерозавр на лету проводил им по воде, настигая рыбу. Подобный тропеогнату анхангерид Анхангуэра обладал челюстями, которые были сужены по ширине, но расширены в широкую ложкообразную розетку на конце, которая отличалась от Tropeognathus более узким внешним видом. Челюсти можно отличить от своих родственников по нескольким различиям в гребне: в отличие от его близких родственников Coloborhynchus и Ornithocheirus, гребень на верхней челюсти у Tropeognathus был более заметным и намного большим, и, следовательно, череп тропеогната также был больше.